# Proteuxoa nycteris
Proteuxoa nycteris är en fjärilsart som beskrevs av Turner 1908. Proteuxoa nycteris ingår i släktet Proteuxoa och familjen nattflyn. Inga underarter finns listade i Catalogue of Life.